# Metropole (Venlo)
Metropole is een monumentaal art-nouveau-complex ten noorden van de Venlose binnenstad op de hoek van de Straelseweg met de Noord Binnensingel. Het complex dankt zijn naam aan café Metropole, dat hier vanaf 1912 werd geëxploiteerd.

## Geschiedenis
In 1901-1903 werd het complex gebouwd naar het ontwerp van architect Pierre Rassaerts. In een van de panden is in de gevel een jaartal-sculptuur met 1901 aangebracht.
In 1994 werden de panden na jarenlange leegstand ingrijpend gerestaureerd naar een ontwerp van architect H. Tilmans. Daarbij werden de achtergevels geheel vernieuwd.

## Bouwwerk
Het complex bestaat uit een zestal panden, waarvan twee een dubbelpand vormen.

### Noord-Binnensingel 25

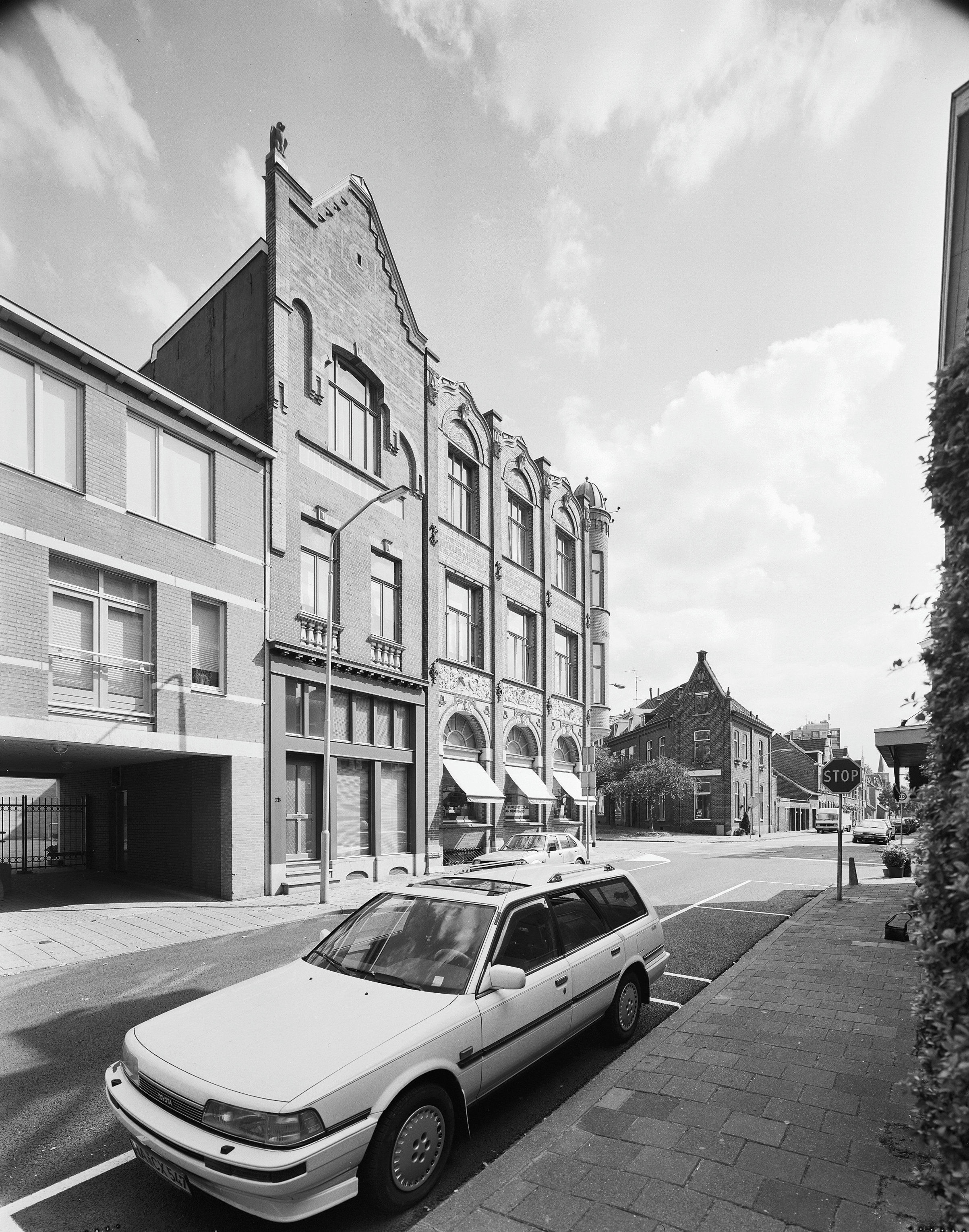
Noord-Binnensingel 25

Smal tussenpand in drie bouwlagen in rode en gele baksteen met asymmetrische topgevel met vlijlagen en decoratief metselwerk en gedekt door een zadeldak. Op het hogere linker schouderstuk is een stenen uil aangebracht. In de eerste bouwlaag bevindt zich een winkelpui die in 1994 werd vernieuwd. In de tweede bouwlaag bevinden zich twee vernieuwde T-vensters die aan de benedenzijde een balustrade hebben. De vensters hebben een latei die in gele baksteen is uitgevoerd met daarin een sluitsteen. In de derde bouwlaag is een rechthoekig venster aangebracht dat voorzien is van een brede dorpel deels in natuursteen en een segmentboogvormig bovenlicht. Het interieur is vernieuwd. 

### Straelseweg 1

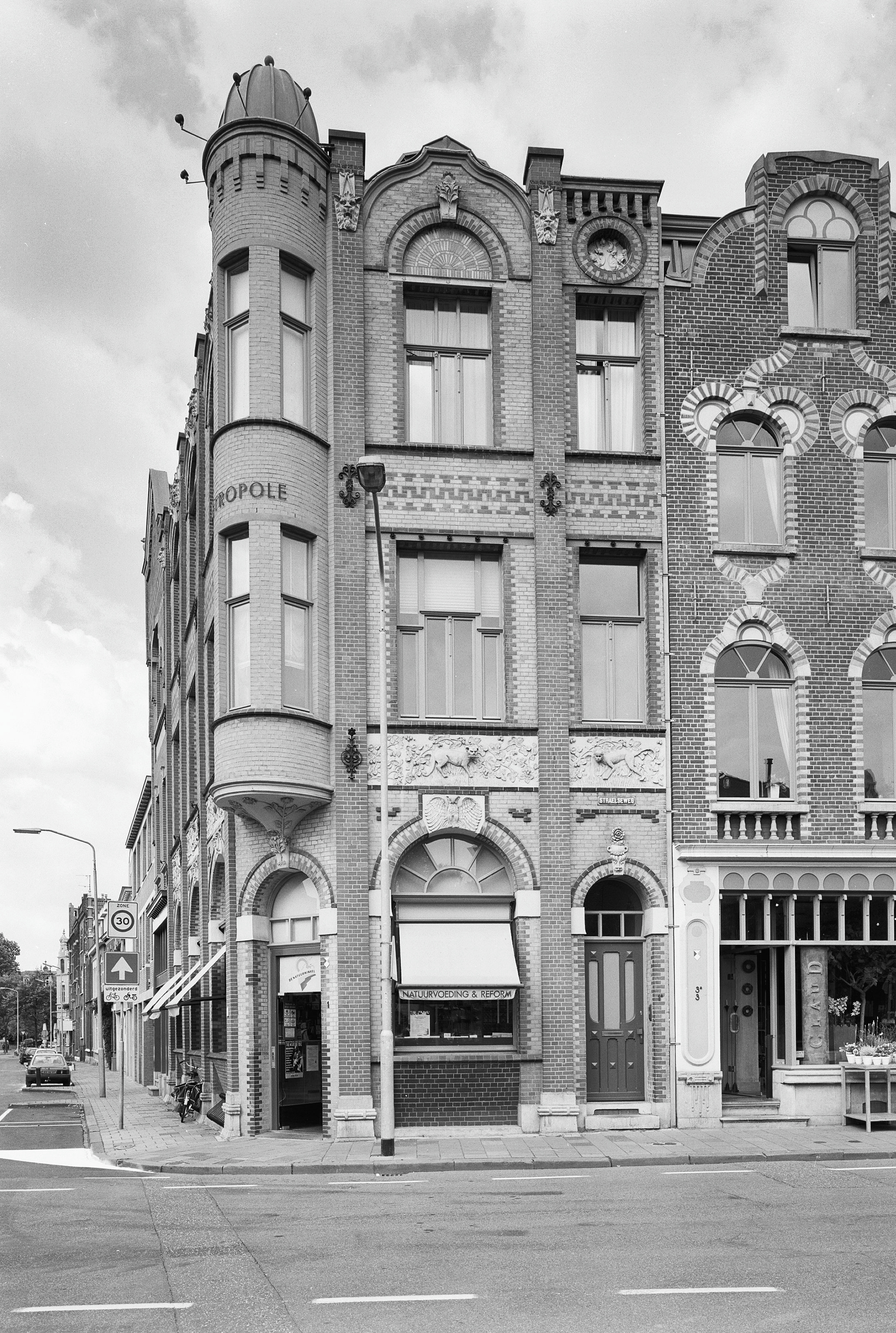
Straelseweg 1

Het pand is een hoekpand met aan de Noord-Binnensingel  drie venstertraveeën, in de afgeschuinde hoek de ingangspartij en aan de Straelseweg twee venstertraveeën. Het heeft drie bouwlagen, is uitgevoerd in rode en gele baksteen met natuurstenen deur- en vensterdorpels en heeft decoratieve muurankers. In de eerste bouwlaag zijn er rondboogvormige vensters aangebracht en in de twee bouwlagen erboven rechthoekige vensters. In 1994 werden de vensters en deur vernieuwd. 
De gevel aan de Noord-Binnensingel heeft in de eerste bouwlaag drie rondboogvormige vensters met bovenlicht met roedeverdeling en natuurstenen dorpels. Het bovenlichten zijn rondboogvormig en hebben natuurstenen aanzet- en sluitstenen, waarbij in de sluitstenen vleermuizen zijn afgebeeld. In de tweede en derde bouwlaag bevinden zich drie rechthoekige vensters onder een boogvormige afsluiting voorzien van bovenlichten en zijlichten, waarbij de vensters in de derde bouwlaag aan de bovenzijde decoratief boogvormig metselwerk hebben. In elke travee is er tussen de eerste en tweede bouwlaag een brede band natuursteen aangebracht met daarin afbeeldingen van dieren.
De gevel van de afgeschuinde hoek bevat in de eerste bouwlaag een rechthoekige deur onder een rondboogvormig bovenlicht, waarbij het bovenlicht natuurstenen aanzetstenen en sluitsteen heeft. In de tweede en derde bouwlaag is er boven de deur een uitgebouwd halfrond erkertje aangebracht bekroond met een koperen koepel. Boven de voordeur is in het basement van de erker afbeeldingen van dierenfiguren aangebracht.
De gevel aan de Straelseweg heeft twee venstertraveeën, waarbij de eerste travee vrijwel identiek is aan de drie traveeën van de Noord-Binnensingel en de tweede travee smaller is en in de eerste bouwlaag een vernieuwde deur met rondboogvormig bovenlicht heeft. Dit bovenlicht heeft natuurstenen aanzetstenen en sluitsteen. Ook in deze gevel bevinden zich tussen de eerste en tweede bouwlaag een brede band natuursteen met daarin afbeeldingen van dieren.

### Straelseweg 3 en 3a

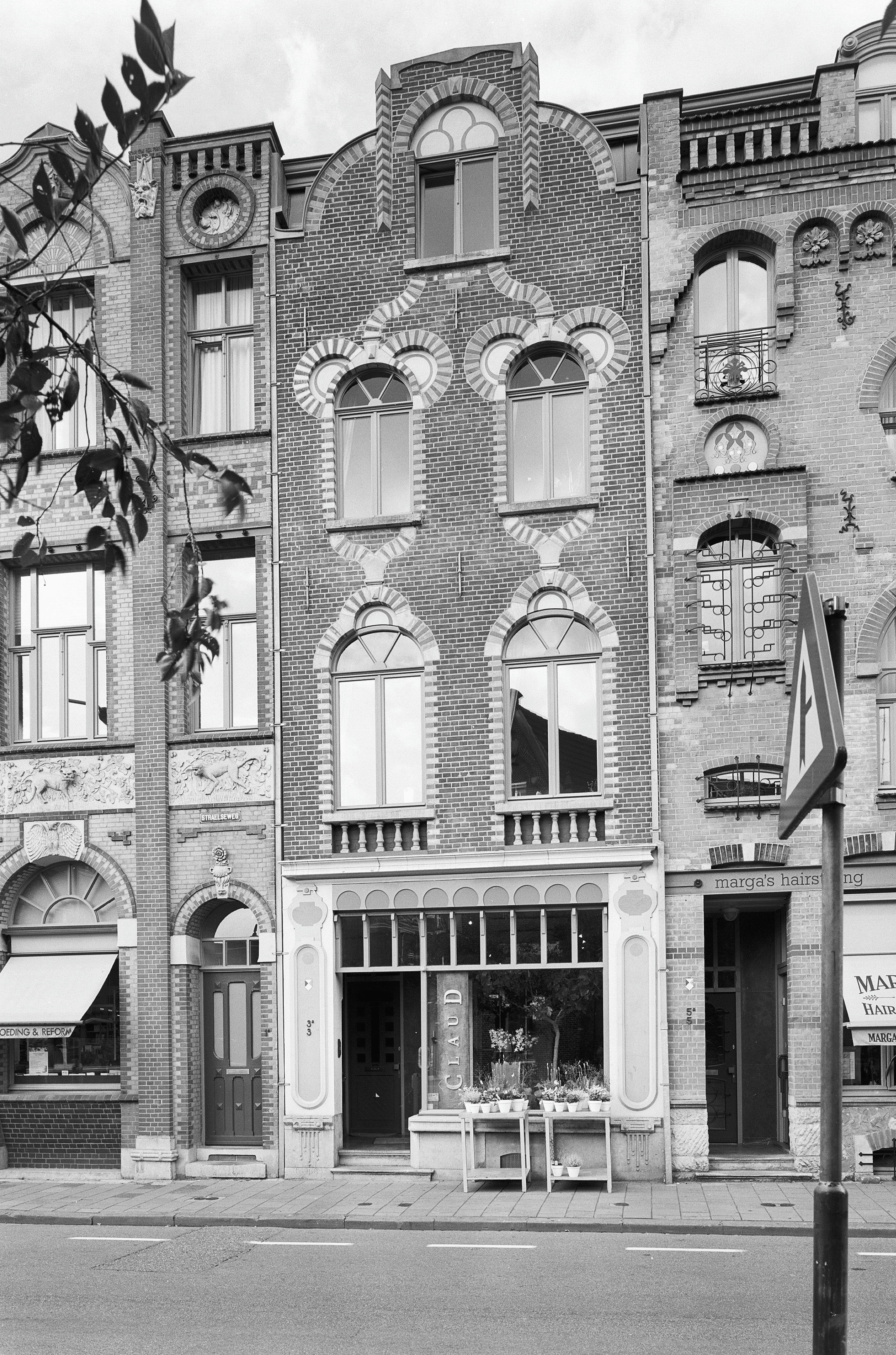
Straelseweg 3 en 3a

Het pand heeft drie bouwlagen met daar bovenop een dakverdieping en het geheel is uitgevoerd in overwegend rode baksteen. De eerste bouwlaag is een winkelpui voorzien van een authentiek natuurstenen basement met vernieuwde vensters. De tweede en derde bouwlaag hebben rechthoekige vensters met natuurstenen deur- en vensterdorpels en zijn voorzien van rondboogvormige bovenlichten. Rond de vensters is een decoratieve omlijsting aangebracht van gele en rode baksteen. In de tweede bouwlaag zijn de vensters aan de benedenzijde voorzien van een balustrade. Aan de bovenzijde loopt de voorgevel uit in een klokgevel met hierin een rechthoekig venster met een blind bovenlicht. In de bouwlaag van de dakverdieping is aan weerszijden van de klokgevel een klein venster aangebracht. Van binnen heeft het pand een authentieke trap met hoofdbaluster en een schoorsteenmantel voorzien van een rijke ornamentering in stucwerk.

### Straelseweg 5

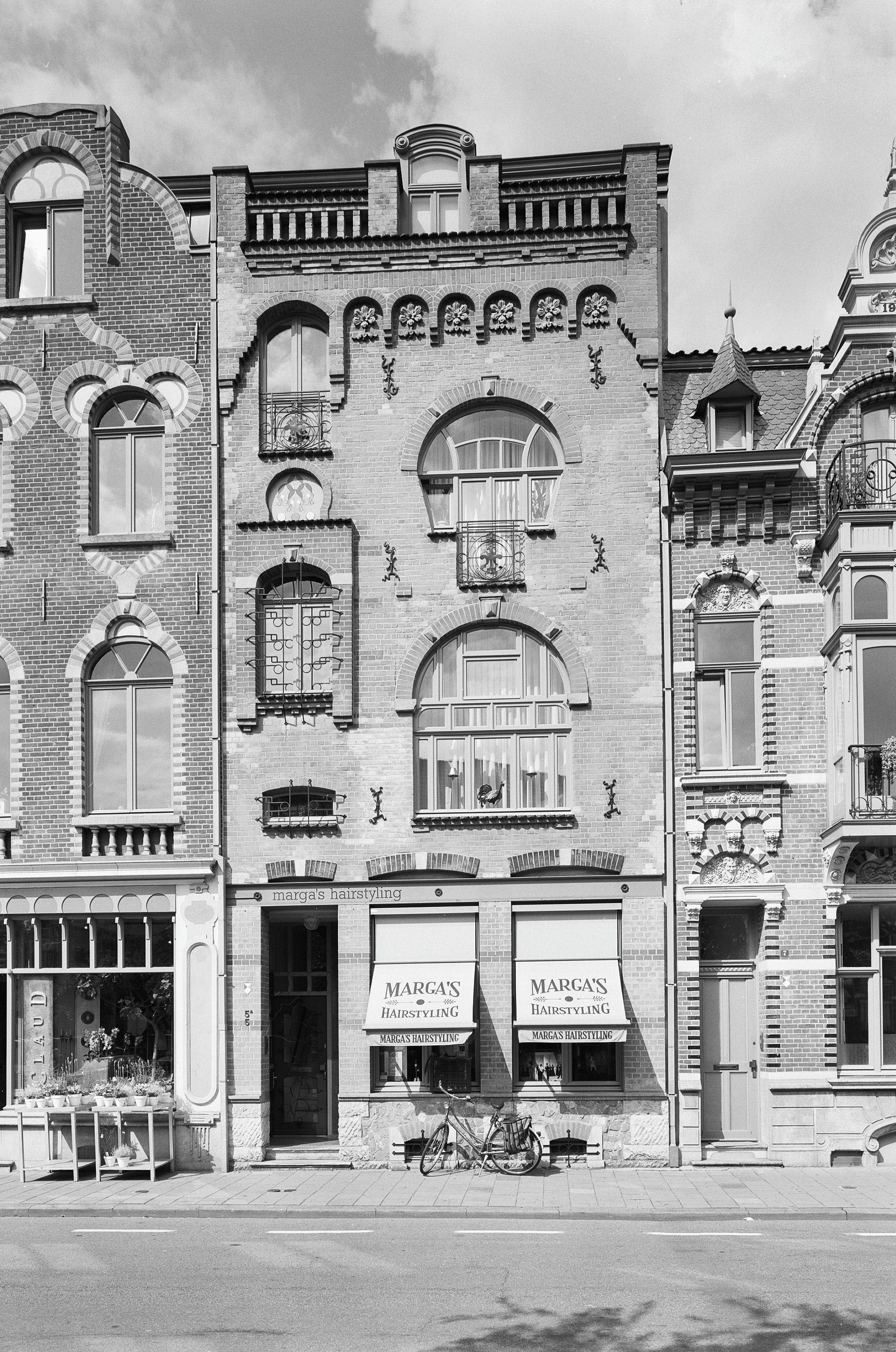
Straelseweg 5

Het pand heeft drie bouwlagen met daar bovenop een dakverdieping en het geheel is uitgevoerd in overwegend gele baksteen, voorzien van decoratieve muurankers. De eerste bouwlaag is een deels vernieuwde winkelpui die bestaat uit een rechthoekige deur met natuurstenen dorpel, twee rechthoekige vensters en twee keldervensters met deels natuurstenen omlijsting. De deur en de vensters hebben een segmentboogvormige latei. In de tweede bouwlaag bevindt zich rechts een groot rondboogvormig venster, waarbij de omlijsting van de boog uitgevoerd is in rode baksteen. In de derde bouwlaag rechts een hoefijzervormig venster dat aan de benedenzijde een metalen hekje heeft en links een segmentboogvormig venster dat reikt tot de dakrand en voorzien is van een klein metalen hekje. Onder de rest van de dakrand bevinden zich zes boogfriezen met hierin een bloemornament. De dakverdieping heeft in het midden een kleine dakkapel wordt geflankeerd door vier baksteen kolommetjes waartussen decoratief metselwerk is aangebracht. Van binnen heeft het pand een authentieke trap met hoofdbaluster. 

### Straelseweg 7-9

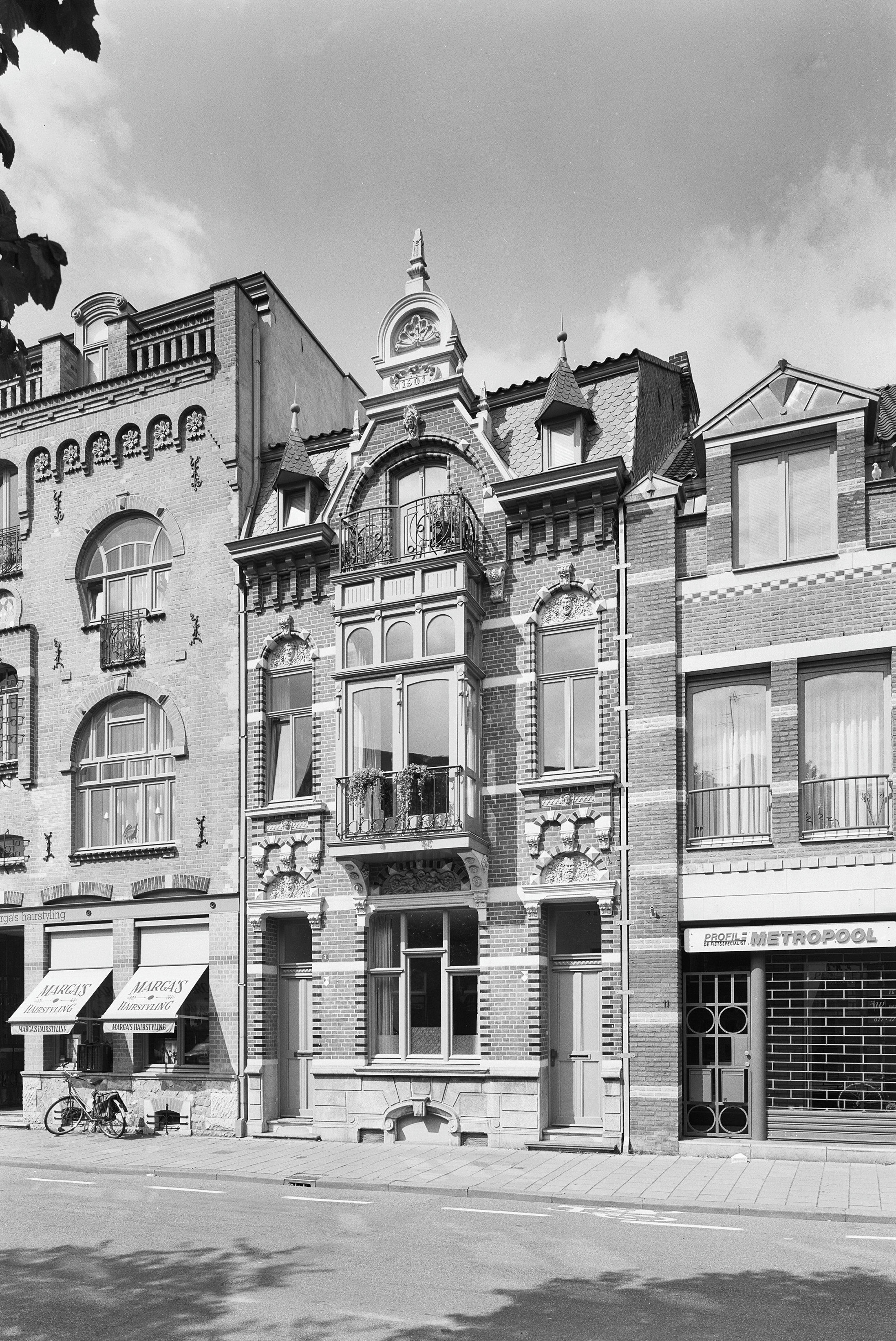
Straelseweg 7-9

Het dubbele pand kenmerkt zich door een eclectische bouwstijl met elementen van de art nouveau en is voorzien van flamboyante ornamentiek. Met de renovatie in 1994 werd achter de oorspronkelijke voorgevel een volledig nieuw gebouw opgetrokken, waarbij de monumentale symmetrische frontgevel van drie traveeën werd behouden. Het dubbelpand heeft twee bouwlagen met daar bovenop een dakverdieping en is uitgevoerd in in kruisverband gemetselde roodbruine baksteen met gesneden voegen, waarbij er gestucte speklagen zijn aangebracht en de lijsten en andere ornamenten zijn uitgevoerd in rood en groen geglazuurde baksteen. De houten kozijnen van de vensters en deur zijn vernieuwd en niet meer in de oorspronkelijke kleurstelling aanwezig. Het basement is uitgevoerd in hardsteen. In de eerste bouwlaag bevindt zich centraal het verticaal ingedeelde rechthoekige houten vensterkozijn met verspringende bovenlichten met aan weerszijden rechthoekige houten deuren in een verdiept portiek, met rechthoekig bovenlicht en een profiellijst van afwisselend rood en groen geglazuurde baksteen die naar boven uitloopt in een rondboog met gestucte diamantkopornamenten. Boven een architraaflijst op consoles is in het vulstuk rijk stucwerk met florale motieven en een centraal geplaatst kopje aangebracht. Boven het middenvenster bevindt zich eveneens boven de architraaf een vulstuk met florale motieven en kinderfiguren in stuc. In de tweede bouwlaag is centraal een grote houten erker met Frans balkon uitgebouwd, waarbij de erkerstijlen karakteristieke ornamenten bevatten. en aan de voorzijde een relatief sobere smeedijzeren balustrade is aangebracht. Links en rechts van de erker een rechthoekig venster met profiellijst van afwisselend rood en groen geglazuurde baksteen die uitloopt in een rondboog waarbij het vulstuk met florale motieven en kinderfiguren in stuc gedecoreerd is. De dakverdieping heeft een balkon met smeedijzeren balustrade in art-nouveau-stijl boven de erker, onder een halfrond rood-groen geglazuurd bakstenen fries, en loopt daarboven uit in een tuitgevel die voorzien is van een bovenafdekking met schouderstukken en vazen, bekroond door een rondboogfronton met schelpmotief en vaasbekroning met eronder de bouwjaaraanduiding 1901. Links en rechts van de tuitgevel bevindt zich een op het dakschild ingestoken dakkapel met spits en pion. Het pand wordt gedekt door een gebroken kap met rode rechtsdekkende Hollandse pannen en dakleien.